# بالستاون (ایندیانا)
بالستاون (به انگلیسی: Ballstown) یک منطقهٔ مسکونی در ایالات متحده آمریکا است که در ایندیانا واقع شده‌است. بالستاون ۲۷۶ متر بالاتر از سطح دریا واقع شده‌است.